# فردانية
الفردية (بالإنجليزية: Individualism) هي موقف أخلاقي، فلسفة سياسية، أيديولوجيا، أو النظرة الاجتماعية التي تؤكد على القيمة المعنوية للفرد. تدعو الفردانية إلى ممارسة أهداف الفرد ورغباته لتكون قيمه مستقلة ومعتمداً على نفسه. تعتبر الفردانية أن الدفاع عن مصالح الفرد مسألة جذرية يجب أن تتحقق فوق اعتبارات الدولة والجماعات، في حين يعارضون أي تدخل خارجي على مصلحة الفرد من المجتمع أو المؤسسات مثل الحكومة. وغالباً ما تتناقض الفردية والديكتاتورية أو الجماعية.
الفردية تجعل من الفرد مركز اهتمامها ويبدأ ذلك «مع الفرضية الأساسية أن الفرد البشري هو العامل الأولي الأهم في النضال من أجل التحرير.» الليبرالية، والوجودية، واللاسلطوية هي أمثلة عن الحركات التي تتخذ من الفرد وحدة مركزية للتحليل. وبالتالي فإن الفردية مشاركة في السعي نحو «حق الفرد في الحرية وتحقيق الذات».
كما تم استخدام الفردية كمصطلح يدل على "نوعية الوجود كفرد: الفردانية (individuality)“  المتعلقة بامتلاك "الشخصية الفردية: الفريدة (quirk)". ترتبط الفردية بالفن، والبوهيمية وأنماط الحياة، حيث يوجد ميول نحو الإبداع والتجريب خلافاً للعادات والتقاليد، والأعراف والسلوكيات السائدة. وذلك ينطبق أيضاً على مواقف الفلسفة الإنسانية والأخلاقيات.

## أصل التسمية
دخلت كلمة «الفردية» أول مرة على اللغة الإنكليزية صفة تحقير، استخدمها الأوينتيز (بالإنجليزية:Owenties )، في نهاية الثلاثنيات من القرن 19، على الرغم أنه من غير الواضح إذ ما تأثروا ب السيمونية (بالفرنسية: saint-simonisme) أو أنهم ابتدعوا المصطلح بشكل مستقل.
كان أكثر استخدام إيجابي للمصطلح، في بريطانيا، حيث استخدام في كتابات جيمس أليشاما سميث، الذي كان ملياري (بالإنجليزية:millenarian) وإسرائيلي مسيحي. على الرغم من أنه من أوائل الأوينتيز الاشتراكيين، ولكنه رفض في نهاية المطاف فكرة الملكية الجماعية، ووجد في الفردية «كونية» التي تسمح لل «عبقرية الأصلية» أن تنمو. يحاجج سميث بأن دون الفردية لا يمكن للأفراد أن يكدسون ملكيتهم ليزيدون بذلك سعادتهم.
وليام ماكول، واعظ موحد آخر، غالبا أحد معارف سميث، لكنه ظهر في وقت لاحق، تأثر أيضاً بكل من جون ستيوارت ميل، توماس كارليل، والرومانسية الألمانية، واستخلص نفس النتائج الإيجابية التي استخلصها سميث حول الفردية، في كتابه الذي نشر عام 1847 «عناصر الفردية».

## الفرد
الفرد هو أي شخص أو أي شيء محدد في مجموعة. عنت كلمة الفرد في القرن الخامس عشر أو قبله، وحتى اليوم في حقل الإحصاء والميتافيزيقيا «ما لا يتجزأ»، واصفةً أي عدد مفرد، ولكن قد تعني في بعض الأحيان «شخص». فيما بعد القرن السابع عشر، أصبح معنى كلمة فرد هو الانفصال، كما في الفردانية. الفردية هي الحالة أو الوضعية لكون الفرد فردًا: الشخص المفصول عن كل شيء ذو شخصية فريدة عن طريق امتلاكه لحاجات، أهداف، ورغبات خاصة بالمقارنة مع أشخاص آخرون.

### مبدأالتميز
يصف مبدأ التميز الطريقة التي يتميز بها شيء عن شيء آخر. بالنسبة لكارل جنغ، التميز هو عملية تحول، حيث يتم إدخال اللاوعي الشخصي والمشترك إلى الوعي (عن طريق الأحلام، الخيال الفعال أو الارتباط الحر لأخذ بعض الأمثلة) ليتم استيعابه في الشخصية كلها. هي عملية طبيعية تمامًا وضروروية لحدوث تكامل الحالة النفسية. اعتبر جنغ ان التميز هي العملية المركزية في تطور البشر. في كتاب L'individuation psychique et collective، طور غلبيرت سيموندون نظرية للتميز الفردي والجماعي ويقول ان الشيء الفردي يعتبر أحد آثار عملية التميز بدلًا من ان يكون سببها. ولذا فان الذرة الفردية تُستبدل بعمليات وجودية غير منتهية من التميز. التميز هي عملية غير منتهية دائمًا، مبقيةً دائمًا على بقايا قبل تفردية، والتي ستجعل التفرد المستقبلي امر ممكن. ان فلسفة بيرنارد ستيجلر قد بنيت على أعمال غلبيرت سيموندون بخصوص التميز وعلى أفكار فريدريك نيتشة وسيغموند فرويد. بالنسبة لستيجلر فان «ال 'أنا'، كفرد نفسي، لا يمكن التفكير بها سوى عن طريق علاقتها ب'نحن'، والتي هي مجموعة من الأفراد. لقد تشكلت ال انا في تكيفها مع التقاليد الاجتماعية، والذي تتم وراثتها ويعترف جموع ال انا ببعضهم البعض.»

## الفردية والمجتمع
تتضمن الفردية قناعة بأن الشخص هو جزء من مجتمع يحاول تعزيز مصالحه، أو على الأقل يسعى للمطالبة بأحقية خدمتها، من دون أخذ مصالح المجتمع بعين الاعتبار (وعلى الفردي هنا أن لا يكون أناني egoist). والفردية ترفض الفلسفات التي تطالب الفرد بالتضحية بمصالحه الخاصة من أجل أسباب اجتماعية عليا.
ومع ذلك يدعو جان جاك روسو، أن مفهومه لل«الإرادة العامة» في «العقد الاجتماعي» ليس مجموعة بسيطة من الوصايا الفردية، بل أنها تعزز من مصالح الفرد (القيود التي يفرضها القانون نفسه سنكون مفيد للفرد، وعدم احترام القانون يستدعي بالضرورة، في نظر روسو، شكل من أشكال الجهل والخضوع لعواطف الشخص عوضاً عن المنطق المستقل).
المجتمعات والجماعات يمكن أن تختلف في المدى التي تستند إلى سلوك «مركزية الذات» (فردية، أو إشكالياً، المصلحة الذاتية) بدلاً من سلوك «مركزية الآخر» (المجموعة الموجهة، الجماعة، أو العقلية المجتمعية). جعلت روث بنديكت التمييز، ذات الصلة في هذا السياق، بين مجتمعات «الخطيئة» (على سبيل المثال، أوروبا في القرون الوسطى) مع «المعيار المرجعي الداخلي»، ومجتمعات «العار» (على سبيل المثال، اليابان، «جلب شخص العار لأجداده») مع «المعيار المرجعي الخارجي»، حيث ينظر الناس إلى أقرانهم ليلاحظوا ردود أفعالهم حول ما إذ كانت أفعالهم «مقبولة» أم لا (المعروف أيضا باسم «تفكير المجموعة»).
غالبا ما تتناقض الفردية مع الشمولية والجماعية، ولكن حقيقة، هناك مقياس من السلوكيات على المستوى المجتمعي تتراوح بين المجتمعات عالية الفردية حتى المجتمعات المختلطة إلى المجتمعات الجمعية.

### نظرية الفردانية
مبدأ الفردانية، يصف أسلوب تعريف الأشياء حسب تمايزها عن الأشياء الأخرى. يعرف كارل يونغ، الفردانية على أنها عمليات التحول، عن طريق اللاوعي الشخصي والجماعي، الذي يتم إحضاره إلى الوعي (بمعنى الأحلام، الخيال النشيط أو الارتباط الحر...) حيث يتم استيعابهم في كامل الشخصية. إنها العملية الطبيعية اللازمة لتكامل النفس حتى تأخذ حيزها وتكون.
يعتبر يونغ التميز لتكون العملية المركزية للتنمية البشرية. وفي L'individuation psychique et collective، طور جيلبيغ سيموندون نظرية الفردانية الفردية والجماعية التي تعتبر الموضوع الفردي كأثر من الفردانية وليس سبباً. وبالتالي، استبدلت ذرة مفردة بعملية أنتولوجية غير منتهية من الفردانية.
الفردانية هي دائماً عملية غير مكتملة، وإبقاء «ما قبل الفرد» مهملاً، في حد ذاته يجعل من مستقبل الفردانية ممكناً.
فلسفة بيغناناغ ستيغليه بنيت وعدلت على أساسا عمل جيلبيغ سيموندون في الفردانية وكذلك على أفكار مماثلة تعود لفريدريك نيتشه وسيغموند فرويد.يقول ستيغليه «الأنا، كشخصية نفسية، يمكن أن تكون فقط عملية عقلية في علاقتها مع نحن (مجموعة الأفراد)، كما تبنى الأنا في عملية تبني العادات الجمعية، التي ترث ضمن تعددية تعترف بوجود الآخر».

### الفردية المنهجية
هي وجهة النظر التي تفيد بأنه يمكن فقط فهم الظواهر الاجتماعية من خلال دراسة كيف تنتج عن دوافع وتصرفات من عوامل فردية.
في الاقتصاد، يتم تفسير سلوك الأشخاص وفقًا للخيارات العقلانية، حيث يتم تقييدها من خلال الأسعار والمدخول. ويقبل الاقتصاديون تفضيلات الأشخاص بوصفها معطيات. ويقدم بيكر وستيجلير تصريحًا قويًا عن وجهة النظر هذه:
من وجهة النظر التقليدية، فإن تفسير الظواهر الاقتصادية التي تصل إلى الاختلاف في الأذواق بين الناس أو الأوقات هو نهاية الحجة: وتم ترك المشكلة عند هذا الحد لمن يمكنه دراسة الأذواق وشرحها (علماء النفس؟ علماء الأنثروبولوجيا؟ علماء فراسة الدماغ؟ علماء الاجتماع الحيوي؟). وفي التفسير المفضل لدينا، لا يمكن أن يصل الفرد أبدًا لهذا الطريق المسدود: ويستمر الاقتصادي في البحث عن الاختلافات في الأسعار أو المدخول من أجل تفسير أي اختلافات أو تغييرات في السلوك.

## الفردية السياسية
الفرديون قلقون بشكل دائم حول حماية استقلالية الفرد من الواجبات التي تفرضها المؤسسات الاجتماعية (مثل الدولة أو الأخلاق الدينية).تقول سوزان براون: «الليبرالية والأناركية هما فلسفات سياسية التي تعنى بشكل أساسي بالحرية الفردية لكنها تختلف على نحو واضح. تتشارك الأناركية مع الليبرالية التزام جذري في مسألة الحرية الفردية بينما ترفض علاقات الملكية تنافسية التي تتبناها الليبرالية .»
التحررية المدنية هي سلالة من الفكر السياسي التي تدعم الحريات المدنية، أو التي تؤكد على سيادة الحقوق الفردية والحريات الشخصية ضد أي نوع من السلطة (مثل دولة، شركة، الأعراف الاجتماعية، وما إلى ذلك). التحررية المدنية ليست أيديولوجية كاملة؛ وإنما هي عبارة عن مجموعة من وجهات النظر حول قضايا محددة من الحريات المدنية والحقوق المدنية. وبسبب هذا، رؤية التحررية المدنية متوافقة مع العديد من الفلسفات السياسية الأخرى، لتتواجد عند كل من اليمين واليسار في السياسة الحديثة. تقول الباحثة إلين ميسكن وود «هناك مذاهب فردية تعارض فردية جون لوك، والفردية قد تشمل الاشتراكية».

### الليبرالية
هي فلسفة سياسية أو رأي سائد تأسست على أفكار الحرية والمساواة. وتشدد الليبرالية الكلاسيكية على الحرية في حين أن المبدأ الثاني وهو المساواة يتجلى بشكل أكثر وضوحاً في الليبرالية الاجتماعية. يتبنى الليبراليون مجموعة واسعة من الآراء تبعاً لفهمهم لهذين المبدأين، ولكن وبصفة عامة يدعم الليبراليون أفكار مثل حرية التعبير، حرية الصحافة، حرية الأديان، السوق الحر، الحقوق المدنية، المجتمعات الديمقراطية، الحكومات العلمانية والتعاون الدولي.
برزت الليبرالية كحركة سياسية خلال عصر التنوير، عندما أصبحت تحظى بشعبية بين الفلاسفة والاقتصاديين في العالم الغربي. رفضت الليبرالية المفاهيم الشائعة في ذلك الوقت من امتياز وراثي، دين دولة، ملكية مطلقة والحق الإلهي للملوك. غالباً ما ينسب لفيلسوف القرن السابع عشر جون لوك الفضل في تأسيس الليبرالية باعتبارها تقليد فلسفي مميز. جادل لوك بأن كل إنسان يملك الحق الطبيعي في الحياة، الحرية والملكية، وأضاف أن الحكومات يجب ألاّ تنتهك هذه الحقوق وذلك بالاستناد إلى العقد الاجتماعي. يعارض الليبراليون المُحافَظة التقليدية ويسعون لاستبدال الحكم الديكتاتوري المطلق في الحكومة بديمقراطية تمثيلية وسيادة القانون.
استخدم الثوريون البارزون في كل من الثورة المجيدة، الثورة الأمريكية والثورة الفرنسية الفلسفة الليبرالية ليبرروا الإطاحة المسلحة لما رأوا أنه حكم استبدادي. بدأت الليبرالية بالانتشار بسرعة خاصةً بعد الثورة الفرنسية. شهد القرن التاسع عشر تأسيس حكومات ليبرالية في دول أوروبا، أمريكا الجنوبية وأمريكا الشمالية في هذه الفترة، كان الخصم الأيديولوجي المهيمن لليبرالية الكلاسيكية هو المُحافظة، ومع ذلك نجت الليبرالية من تحديات أيديولوجية كبرى من معارضين جدد مثل الفاشية والشيوعية. خلال القرن العشرين، انتشرت الأفكار الليبرالية أبعد من ذلك حيث وجدت الديمقراطيات الليبرالية نفسها على الجانب المنتصر في كلتا الحربين العالميتين. في أوروبا وأمريكا الشمالية، أصبح تأسيس الليبرالية الاجتماعية عنصر رئيسي في التوسع في دولة الرفاهية. اليوم، تستمر الأحزاب الليبرالية بامتلاك سلطة ونفوذ في جميع أنحاء العالم.

### اللاسلطوية
ظهرت أولى المواضيع اللاسلطوية في القرن السادس قبل الميلاد من بين أعمال الفيلسوف الطاوي لاوزي  ولاحقًا في أعمال جوانغ زي وباو جينغيان. وصفت فلسفة جوانغ زي بأنها لاسلطوية في مصادر مختلفة حيث كتب «يوضع اللص الصغير في السجن، بينما قاطع الطرق الكبير يصبح حاكمًا للأمة». كما قدم ديوجين والكلبيون وزينون المعاصر مؤسس الرواقية مواضيع مماثلة. يعتبر يسوع في بعض الأحيان اللاسلطوي الأول في التقليد المسيحي اللاسلطوي. كتب جورج لوشارتييه أن «كان المؤسس الحقيقي للاسلطوية يسوع المسيح... وأول مجتمع لاسلطوي هو مجتمع تلامذته». يردد هذا التمييز أصداء مفاهيم دينية هدامة مثل تعاليم الطاوية اللاسلطوية المذكورة آنفًا والتقاليد الأخرى المضادة للاستبدادية في التراث الديني مما خلق علاقة معقدة فيما يتعلق بمسألة توافق الدين واللاسلطوية. يتمثل هذا عندما ينظر إلى تمجيد الدولة كشكل من أشكال الوثنية الخاطئة.
نقل عن البروتستانتي المسيحي المتطرف جيرارد وينستانلي وجماعته «الحفارون» من قبل العديدين من المؤلفين اقتراح معايير اجتماعية لاسلطوية في القرن السابع عشر في إنجلترا. دخل مصطلح «لاسلطوية» لأول مرة إلى اللغة الإنجليزية في 1642 خلال الحرب الأهلية الإنجليزية كمصطلح للتحقير واستخدمه الملكيون ضد معارضيهم مدوري الرؤوس. بدأ البعض في زمن الثورة الفرنسية باستخدام المصطلح إيجابيًا مثل الغاضبين في معارضة لمركزة السلطة اليعاقبية حيث رأوا تناقضًا ظاهريًا في «الحكومة الثورية». بحلول مطلع القرن التاسع عشر، فقدت الكلمة الإنكليزية للاسلطوية دلالتها السلبية الأولية.
نشأت اللاسلطوية الحديثة من الفكر العلماني أو الديني التنويري وبخاصة حجج جان جاك روسو حول المركزية المعنوية للحرية. من هذا المناخ طور ويليام غودوين ما اعتبره الكثيرون أول تعبير فكري لاسلطوي حديث. كان غودوين وفقًا لبيوتر كروبوتكين «أول من صاغ المفاهيم السياسية والاقتصادية للاسلطوية على الرغم من أنه لم يطلق هذا الاسم على الأفكار المتقدمة في عمله» في حين ربط غودوين أفكاره اللاسلطوية بإدموند بيرك. يعطي بنجامين تاكر الفضل لجوسيا وارن وهو أمريكي روج للمجتمعات التطوعية عديمة الجنسية حيث جميع السلع والخدمات خاصة بأنه «الرجل الأول الذي شرح وصاغ المذهب المعروف الآن باللاسلطوية». أول من وصف نفسه بأنه لاسلطوي كان بيير جوزيف برودون وهو فيلسوف وسياسي فرنسي مما دفع البعض لتسميته مؤسس النظرية اللاسلطوية الحديثة.
كانت اللاسلطوي الشيوعي جوزيف ديجاك أول شخص يصف نفسه بأنه «تحرري». خلافًا لبرودون، جادل «إنها ليست نتيجة لعمل شخص ما أن للعامل الحق، لكن لإشباع حاجاته، أيًا كان طابعها».

### اللاسلطوية الفردية
اللاسلطوية الفردية (بالإنجليزية: Individualist anarchism) تشير إلى عدة توجهات فكرية في الحركة اللاسلطوية والتي تركز على الفرد وإرادته فوق المحددات الخارجية مثل الجماعات والمجتمع والتقاليد والنظم العقائدية. لا تعد اللاسلطوية الفردية فلسفة واحدة ولكنها تشير إلى مجموعة من الفلسفات الفردية والتي هي أحيانًا في صراع فيما بينها. انتشرت من هناك عبر أوروبا والولايات المتحدة. يقول بنيامين تاكر اللاسلطوي الفردي الشهير من القرن التاسع عشر أن «إذا كان للفرد الحق في حكم نفسه، فإن كل الحكومات الخارجية هي طغيان».
أنواع اللاسلطوية الفردية المختلفة تتشابه في بعض النقاط:
1. التركيز على الفرد وإرادته باختيار لأي مبادئ مثل الأخلاق، الأيدلوجية، المظهر الاجتماعي، الدين، الأفكار، وإرادة الآخرين.
2. رفض التحفظات على فكرة التظاهر؛ والنظر لها كوقت لإنتفاضة جماهير لتمكنها من تفريخ حكومات جديدة. وبدلا عن ذلك يتم تفضيل طرق أكثر تطويراٌ لجلب لاسلطوية خلال خبرات وتجارب مختلفة وتعليم يمكن إيجاده في يومنا المعاصر. وذلك أيضالأن الأفراد لاترغب في الانتظار لثورة لتبدأ اختبار تجارب أخرى خارج المعروض في النظام الاجتماعي الحالي.
3. النظرة التي تقول أن العلاقات بين الفرد والآخرين أو الأشياء يمكن أن تكون فقط في مصلحة الفرد ويمكن أيضا أن تكون علاقات مؤقتة بدون تنازلات مرغوبة حيث أن تضحية اللاسلطوي الفردي دائماً مرفوضة. وهكذا ماكس ستيرنر أوصى بشركات تتكون من أنويين. ولأجل ذلك الخبرة الفردية والاستكشاف الفردي مهمان.

الشكل الأنوي للاسلطوية الفردية -المشتقة من فلسفة ماكس ستيرنر- يدعم الفرد ليفعل ما يشاء بدون أخذ أي اعتبار لإله أو لحكومة أو أية قوانين أخلاقية. طبقاً لستيرنر الحقوق تضليل ومغالطة للعقل فالمجتمع ليس له وجود ولكن وجود الأفراد هي حقيقة المجتمع. دعم الملكية بالإكراه عن الملكية الممتلكة عن طريق أخلاقي. دافع ستيرنر عن اثبات النفس وتوقع شركات أنويين نتيجة قسوة الآخرين - بعضهم البعض.
وبالنسبة المؤرخ اللاسلطوي الأمريكي إيونس مينيت شوستر قال أن اللاسلطوية الفردية الأميريكية تشدد على عزل الفرد وعلى حقه لاستخدام أدواته وعقله وجسده ومنتجات عمله. إلى الفنان الذي يحتضن فلسفة جمالية لاسلطوية، إلى المصلح الذي يحتضن فلسفة أخلاقية لاسلطوية، إلى الميكانيكي المستقل الذي يحتضن فلسفة اقتصادية لاسلطوية. السابق مهتم بالفلسفة والأخير بالإيضاح العملي. الاقتصادي اللاسلطوي مهتم بإنشاء مجتمع مبني على أساس اللاسلطوية. اقتصادياً يرى أنه لا يوجد أذى في الملكية الخاصة لما ينتجه عمله. أما النوع الجمالي الأخلاقي فيجد التعبير في الفلسفة العالية/ الإبهام والإنسانية والرومانسية للجزء الأول من القرن التاسع عشر، أم النوع الاقتصادي في الحياة رواد الغربك خلال نفس الفترة التاريخية ولكنها مفضلة أكثر بعد الحرب الأهلية. ولهذا السبب من المقترح لفهم اللاسلطوي الفردي الأميركي لابد الأخذ في الحسبان أن السياق الاجتماعي لأفكارهم حدد إسميا التغيير لأميركا من مجتمع ما قبل الرأسمالية إلى مجتمع رأسمالي. الطبيعة الغير رأسمالية للولايات المتحدة القديمة يمكن أن ينظر لها من ناحية هيمنة العمالة الذاتية (إنتاج فني وزراعي). في بداية القرن التاسع عشر كان حوالي 80 بالمائة من تعداد العمال الذاتيين الذكور (باستثناء العبيد). الغالبية العظمى من الأميريكيين خلال ذلك الوقت كانوا مزارعين يعملون بأراضيهم الخاصة، وببدائية للحصول على مطالبهم الأساسية. وهكذا اللاسلطوية الفردية كانت بوضح شكلاً من الاشتراكية الحرفية... بينما كانت اللاسلطوية الشيوعية والنقابية اللاسلطوية نوعاً من أشكال الاشتراكية الصناعية.

### الاشتراكية التحررية
الاشتراكية التحررية هي مجموعة من الفلسفات السياسية في داخل الحركة الاشتراكية ترفض أُسس الملكية الاشتراكية والسيطرة على الاقتصاد، بالإضافة إلى الدولة. ترفض الاشتراكية التحررية العلاقة ما بين الأجر والعمال في مكان العمل. بدل من ذلك، تعزز الاشتراكية التحررية التنظيم الذاتي للعمال والهياكل اللامركزية للتنظيم السياسي. وتؤكد ان المجتمع المبني على الحرية والعدالة من الممكن الوصول اليه من خلال إلغاء المؤسسات السلطوية المسيطرة على وسائل الإنتاج المعينة وإخضاع الأغلبية للطبقة المالكة أو النخبة الاقتصادية والسياسية. يؤيد الاشتراكيون التحرريون الهياكل اللامركزية المعتمدة على الديموقراطية المباشرة، الجمعيات الفدرالية والكونفدرالية، السلطات البلدية التحررية، مجالس المواطنين، إتحادات التجارة، ونقابات العمال. يتم كل هذا بنداء عام للتحررية والعلاقات الإنسانية الطوعية من خلال التعرف على، نقد، والتعرية العملية للسلطات الغير شرعية في جميع أوجه الحياة البشرية. تحاول الاشتراكية التحررية تمييز نفسها عن اللينينية والديموقراطية الاجتماعية.
من ضمن الفلسفات السياسية التي غالبًا ما توصف كالاشتراكية التحررية هي اللاسلطوية (وبالذات اللاسلطوية الشيوعية، اللاسلطوية الجماعية، اللاسلطوية النقابية والتبادلية)، الإستقلالية، الطائفية، الاشتراكية التعاونية، وبعض الفلسفات الماركسية التحررية مثل الشيوعية المجالسية واللوكسمبورغية، بالإضافة إلى بعض الحالات من الاشتراكية اليوتوبية واللاسلطوية التفردية.

## الفلسفة الفردية

### المبادئ الأخلاقية للأنا
هي المواقف الأخلاقية المعيارية التي تؤسس بأن سلوك الأفراد ينبغي أن يحقق مصلحتهم الشخصية. وتختلف المبادئ الأخلاقية للأنا عن الأنا السايكولوجية، التي تشير إلى أن الناس لا يمكنهم التصرف سوى بما يحقق مصلحتهم الشخصية. وتختلف، كذلك، عن الأنا العقلانية، التي ترى أنه من العقلانية التصرف بما يتفق مع مصلحة المرء الشخصية.
تتناقض المبادئ الأخلاقية للأنا والإيثار (الإيثار : هو المبدأ القائل بأن الممثلين الأخلاقيين ملتزمون بمساعدة الآخرين). على الجانب الآخر، تتناقض كلٌ من المبادئ الأخلاقية للأنا والإيثار مع الأخلاق النفعية (مدرسة أخلاقية تقول أن القيمة الأخلاقية للفعل تتحدد بمقدار إسهامه في النفع العام.)
وتُعَد المبادئ الأخلاقية للأنا والإيثار والنفعية على حد سواء جميعها صوراً من العواقبية، لكن المبادئ الأخلاقية للأنا والإيثار متناقضان مع النفعية حيث أن كلاً منهما تركز على الكيان أو الذات. أما النفعية، فتتسم بحيادية حول الذات، فلا تنظر إلى مصالحه (أي الذات أو الممثل الأخلاقي) الشخصية على أنها أقل أو أكثر أهمية من مصالح الآخرين أو رغباتهم أو رفاهيتهم. بالرغم من ذلك، يمكن اعتبار المفهوم النفعي للمصلحة الذاتية المستنيرة نوعًا من الفلسفة التي ترتكز على الممثل الأخلاقي.
المبادئ الأخلاقية للأنا لا تدفع الممثلين الأخلاقيين إلى الإضرار بمصالح الآخرين أو رفاهيتهم عند الدراسة الأخلاقية المتأنية. فيمكن، مثلاً، أن تكون المصلحة الذاتية للمرء ضارة أو نافعة في أثرها على الآخرين، أو بلا أثر على الإطلاق. وتسمح الفردية بتجاهل مصالح الآخرين ورفاهيتهم، أو عدم تجاهلها، طالما أن ما يتم اختياره مؤثر في إرضاء المصلحة الذاتية للممثل الأخلاقي. كما لا تقتضي المبادئ الأخلاقية للأنا بالضرورة أن الفرد يلزم عليه دائمًا - في سعيه لتحقيق المصلحة الذاتية - أن يفعل ما يرغب في فعله؛ على سبيل المثال، قد تؤدي تلبية الرغبات قصيرة المدى إلى الإضرار بالذات على المدى الطويل. وبذلك، يكون للمتعة الزائلة قدر أقل من الأهمية مقارنةً بالسعادة طويلة المدى. ويشير جيمس راتشيلز إلى ذلك بقوله: «تؤيد المبادئ الأخلاقية للأنا [...] الأنانية، لكنها لا تؤيد الحمق.»

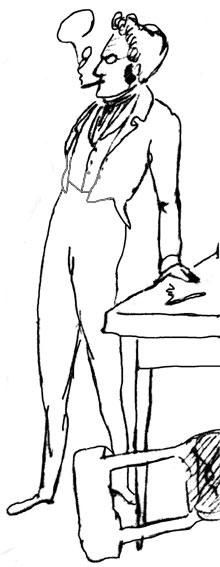
سكتش لماكس شترينر، رسمها فريدرك إنجلز

### الوجودية
المقال الكامل عن الوجودية
توصف الوجودية بأنها حركة ثقافية انتشرت بين الثلاثينات والاربعينات من القرن العشرين، يلتبس مفهوم الوجودية على الكثير من رجال الشارع وحتى على بعض المثقفين لان المصطلح غامض وحتى يصبح المصطلح أسهل فانه يجب أن نربطه بالأدب لان منشأ المصطلح هو الأديب جان بول سارتر وقد انشأه وهو في المقاومة الفرنسية إبان الاحتلال النازي في الحرب العالمية الثانية حيث كثر الموت وأصبح الفرد يعيش وحيدا ويشعر بالعبثية أي عدم وجود معنى للحياة فأصبح عند الفرد حالة تسمى القلق الوجودي وبالحرب العالمية الثانية فقد الإنسان حريته وأصبح لا يشعر بالمسؤولية ونشأ شعور باليأس وسبب هذا القلق الفناء الشامل الذي حصـل نتيجة الحرب والذي يسمونه العدم.
فأصبح هناك حاجة فكرية لمناشدة الإنسان بأن يلتفت إلى ابراز قيمة الوجود وأهميته ثم إلى معناه ومواضيعه وبنظرة وجودية إلى الوجود والعدم.
ويبدأ فهم معنى الوجود بالدخول بالتجربة الوجودية الفردية الداخلية وبمعايشة الواقع وجدانيا أكثر منه عقليا ثم يبرز اكتشاف المعاني الأساسية في الوجود الإنساني العدم أو الفناء أو الموت وخطيئة، الوحدة واليأس وعبثية ثم القلق الوجودي ثم قيمة الحياة أو الوجود ثم معناه الصادق الملتزم باحترام القيم الإنسانية الخالصة وحقوقه وحرياته. وقد يتجه القلق الوجودي بالفرد إلى ثلاث انماط من الناس، رجل’ جمـال، ورجل’ أخلاق، ورجل دين :
- أ. رجل الجمال : هو الذي يعيش للمتعة واللذة ويسرف فيها، وشعاره (تمتع بيومك) (أحب ما لن تراه مرتين) ولا زواج عند هذا الرجل ولا صداقة، والمرأة عنده أداة للغزو وليست غاية.
- ب. رجل الأخلاق : وهو الذي يعيش تحت لواء المسؤولية والواجب نحو المجتمـع والدولة والإنسـانية، ولذلك فهو يؤمن بالزواج ولكن لا علاقة له بدين أو غيره.
- جـ. رجل الدين : وهو عندهم لا يحيا في الزمان، فلا صبح ولا مساء، (ليس عند ربكم صباح ومساء) ولهذا فهو متجرد عن الدنيا، وأحواله في الجملة هي تلك الأحوال المعروفة عند الصوفية.

وقد تقع هذه الأنواع والصنوف لرجل واحد فيتدرج من المرحلة الجمالية إلى المرحلة الساخرة، وهذه تؤدي إلى مرحلة الأخلاق التي تسلمه بدورها إلى العبث ومن العبث يبلغ المرحلة الدينية، ويستطيع الإنسان ان يحل مشاكله بارادته وحريته فالإنسان مجبور ان يكون حرا، ويطلب الوجوديون من الإنسان ان يكون نفسه بمعني ان يلتزم بطريقة يرضاها.ويؤكدون على قيمة العمل.
والمرض النفسي عند الوجوديين هو ان هو (موقف انفعالي) تجاه الوجود والعدم، وهو بالأحرى ليس مرضاً مستقلاً بل تحولاً وجودياً وكذلك يهتمون بالعلاج بالزمن أي ان ينسى الفرد الماضي ويتطلع إلى المستقبل كحل لمشاكله

### التفكير الحر
المقال الكامل عن التفكير الحر
يبنى التفكير الحر على أساس أن لا ينبغي على الأفراد أن يقبلوا الأفكار المقترحة بوصفها حقيقة دون إعادتها إلى معرفة ومنطق. وهكذا، يسعى المفكرون الأحرار إلى بناء آرائهم على أساس: الحقائق، البحث العلمي، مبادئ منطقية مستقلة عن أي مغالطات منطقية أو محدودة بثقافة سلطة ما. بعيدة عن : الأحكام المسبقة، التحيز المعرفي، الحكمة التقليدية، الثقافة الشعبية، الطائفية، التقاليد ، أسطورة حضرية، وجميع الدوغمائيات الأخرى.

### الإنسانية
المقال الكامل عن الإنسانية
الإنسانية هي مجموعة من وجهات النظر الفلسفية والأخلاقية التي تركز على قيمة وكفاءة الإنسان، سواء كان فرداً أو جماعة، وتفضل عموماً التفكير والاستدلال (العقلانية، التجريبية) على المذاهب أو العقائد الثابتة أو المنزلة (fideism). تنوع معاني مصطلح الإنسانية جعله غامضاً، فقد كان هناك التباس مستمر باستخدام هذا المصطلح لأن حركات فكرية مختلفة كانت قد عرفت نفسها باستخدامه عبر الزمن.[1] وتشير الإنسانية في الفلسفة والعلوم الاجتماعية إلى اتجاه يؤكد بشكل خاص على فكرة «الطبيعة البشرية» (خلافاً للـ لا إنسانية). وقد أصبحت العديد من الحركات الإنسانية في العصر الحديث منحازة بقوة إلى العلمانية، حيث يستخدم مصطلح الإنسانية عادةً كمرادف للاعتقادات غير التوحيدية فيما يتعلق بأفكار مثل المعنى والهدف، ومع ذلك فقد كان الإنسانيون الأوائل متدينيين ، مثل أولريش فون هوتن الذي كان مؤيداً قوياً لمارتن لوثر والإصلاح البروتستانتي.
وقبل أن يرتبط المصطلح بالعلمانية، استخدمه المؤرخ الألماني والعالم اللغوي جورج فويت عام 1856 لوصف الحركة التي ازدهرت لإحياء التعلم الكلاسيكي خلال النهضة الإيطالية، وقد لاقى هذا التعريف قبولاً واسعاً.[2] حاولت الحركات الإنسانية أثناء فترة عصر النهضة في أوروبا الغربية إظهار فائدة اكتساب التعلم من مصادر كلاسيكية تعود لما قبل المسيحية لغايات العلمانية مثل العلوم السياسية والخطابة. كلمة «إنساني Humanist» مشتقة من المصطلح الإيطالي umanista العائد للقرن 15 ويعني المعلم أو الباحث العلمي في الأدب اليوناني واللاتيني الكلاسيكي والفلسفة الأخلاقية وراءهما، بما في ذلك النهج إلى العلوم الإنسانية.[3][4]

### التمتعية أو التلذذية
المقال الكامل عن التلذذية
هي نظرية ما وراء المبادئ الأخلاقية للقيم التي تحاجج أن المتعة هي الجيد المطلق الوحيد والألم هو السيئ المطلق الوحيد. والهدف الأساسي وراء فكرة المتعة هي أن المتعة (وهو مصطلح جامع لجميع العواطف الفطرية المحببة) هي الشيء الوحيد الذي هو جيد في حد ذاته أو طبيعته. الآثار المعيارية من هذا هي تقييم شخصية أو سلوك على كونها جيدة من الناحية الأخلاقية إلى مدى اهتمام الشخص ب المتعة / ألم وسعة احتواءه لل متعة / ألم أو عمل يقود إلى توازن أفضل للمتعة على حساب الألم .

### الموضوعية
المقال الكامل عن الموضوعية
هي فلسفة قدمتها الفيلسوفة الروسية-الأمريكية والروائية آين راند (1905–1982). وتقوم المبادئ الأساسية للموضوعية على فكرة أن الحقيقة توجد منفصلة عن الوعي؛ فالبشر يتعاملون مع الحقيقة مباشرة من خلال الإدراك الحسي، وأن المرء يمكنه تحصيل المعرفة الموضوعية من الحس بواسطة تشكيل المفهوم والمنطق الاستقرائي، وأن الغرض الأخلاقي اللائق لحياة المرء هو البحث عن سعادته الشخصية (أو المصلحة الذاتية العقلانية)، وأن النظام الاجتماعي الوحيد المتوافق مع هذه الأخلاقية هو ما يقوم على الاحترام الكامل الحقوق الفردية التي تتجسد في اقتصاد عدم التدخل والرأسمالية، وأن دور الفن في حياة الإنسان هو تحويل أفكار البشر الغيبية من خلال الاستيلاد الانتقائي للحقيقة إلى عمل مادي-عمل فني- يمكن للمرء فهمه والتفاعل معه شعوريًا.
وقد وصفت راند الموضوعية بأنها «فلسفة للحياة على الأرض»، وتتمثل في الواقعية، حيث تهدف إلى تحديد طبيعة الإنسان وطبيعة العالم الذي نعيش فيه.

### اللاسلطوية الفلسفية
هي طريقة لاسلطوية في التفكير  التي تدعي أن الدولة تفتقد للشرعية الأخلاقية و- على النقيض من اللاسلطوية الثورية - لا تدافع عن العنف الثوري للقضاء على الدولة ولكن تدافع عن التطور السلمي لإنهائها.
اللاسلطوية الفلسفية مركبة من اللاسلطوية الفردية بشكل خاص. وتشمل تاريخياً كل من الشخصيات: المهاتما غاندي، ويليام غودوين، بيير جوزيف برودون، ماكس شتيرنر، بنيامين تاكر، وهنري ديفيد ثورو. وبشكل معاصر كل من: جون سيمونز وروبرت بول وولف.

### الذاتانية
هي عقيدة فلسفية تتبنى القول «نشاطنا العقلي هي الحقيقة الوحيدة الغير مسائلة عبر تجاربنا». بعبارة أخرى، الذاتية هي النظرية القائلة بأن المعرفة هي مسألة ذاتية وأنه لا وجد لحقيقة خارجية أو موضوعية. ويعزى نجاح هذا الموقف تاريخيا لديكارت ومنهجه الشكي. الذاتية تمنح الأولوية للتجربة الذاتية باعتبارها الأساس لأي قياس وقانون. في الأشكال المتطرفة مثل وحدة الأنا، تقول أن طبيعة وجود كل كائن تعتمد فقط على وعي الفرد الذاتية له. كما عبر عنها لودفيغ فتغنشتاين في كتابه معاهدة المنطق الفلسفي «الذات لا تنتمي إلى العالم، وإنما هي محدودية العالم».

### وحدة الأنا
اشتق الاسم من الكلمة اللاتينية solus بمعنى «منفرد» و ipse بمعنى «ذات» وهي فكرة فلسفية تقول بأنه لا وجود لشئ غير الذات أو غير الأنا أو لا وجود حقيقي إلا لعقل الفرد وهي موقف معرفي يقول بأن المعرفة المتعلقة بأي شيء خارج عقل الإنسان غير مؤكدة، وأنه وفق هذه الرؤية المعرفية لا يمكن معرفة العالم الخارجي والعقول الأخرى، بل إنها قد لا توجد البتة خارج عقل الإنسان، وكنظرة ميتافيزيقية تجنح الذاتوية إلى القول بأن العالم الخارجي والعقول الأخرى غير موجودة، وبهذا يكون هذا الموقف المعرفي بادعائه نفسه غير قابلاً للنقض كما أنه غير قابل للاثبات في نفس الوقت.

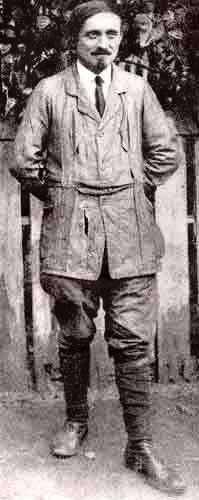
أحد أكثر اللاسلطويين الفرديين تأثيرًا في بداية القرن العشرين. إميل آرماند

## الاقتصادات الفردية
مذهب الفردية الاقتصادية يؤكد على أن لكل فرد الاستقلالية في اتخاذ قراراته الاقتصادية، في مقابل القرارات التي تقرها الدولة، المجتمع، أو الشركة بالنسبة له أو لها.

### الليبرالية الاقتصادية
الاقتصاد الحر أو اقتصاد السوق هو النظام الاقتصادي لليبرالية الكلاسيكية التي تكون الليبرالية الاقتصادية مكوّنا أساسيا فيها، وفكرة الاقتصاد الحر هو عدم تدخل الدولة في الأنشطة الاقتصادية وترك السوق يضبط نفسه بنفسه، والليبرالية كما أشرنا من قبل تعتمد بالأساس على فكرة الحرية الفردية، وإذا حاولنا أن نعرّف فكرة الاقتصاد الحر أو اقتصاد السوق بشكل إيجابي فسيكون التعريف هو أن الفرد ولد حرا حرية مطلقة وبالتالي فإن له الحرية في أن يقوم بأي نشاط اقتصادي. أما إذا قمنا بتعريف اقتصاد السوق بشكل سلبي فهو أن على الدولة ألا تقوم بأي نشاط اقتصادي يستطيع فرد أو مجموعة أفراد القيام به.
أما الليبرالية الاجتماعية فهي تؤيد تدخل الدولة في الاقتصاد وتعتمد نظام اقتصاد السوق الاجتماعي وتتخذ موقفا وسطا بين الرأسمالية المطلقة والاشتراكية حيث تسعى لتحقيق موازنة بين الحرية والمساواة وتحرص على تأهيل الناس للعمل كما تهتم بالخدمات الاجتماعية مثل التعليم والضمان الصحي.

### اللاسلطوية الفردية واقتصاداتها

#### التبادلية
التبادلية تعتبر أحد مدارس اللاسلطوية التي يترافق ذكرها مع اسم بيير-جوزيف برودون، الذي يعتبر أول من أطلق على نفسه وفكرة اسم (لا سلطوي أو انارشيست). في كتابه الأساسي ما هي الملكية؟ (Qu'est-ce que la propriété?, نشر عام 1840), قام برودون وضع أسس نظرية اقتصادية تقوم على أساس نظرية القيمة في العمل
labor theory of value التي تقول ان السعر الحقيقي للشيء أو البضاعة (الكلفة الحقيقية) هو مقدار العمل أو الجهد البشري الذي استنفذ في إنتاجه. بالتالي فإن أي شخص يريد بيع أي منتج أو بضاعة لا يجب أن يتقاضى أكثر من قيمة العمل الذي بذل في عملية الإنتاج. حسب برودون: «فإنه العمل والعمل فقط، هو المنتج لكل عناصر المال والثروة..طبقا لقانون التكافؤ المتغير لكنه الأكيد» كان برودون حريصا أيضا على ان يسدي نصيحته القيمة بهذا الخصوص بأن: «قيمة العمل عبارة عن تعبير شخصي، وهو أيضا ترقب للنتيجة من السبب» يتميز الفكر التبادلي بأنه ينحو نحو التشارك الحر، بشكل بنك تبادلي يدار ديمقراطيا.
الكثير من التبادليين يؤمنون ان السوق بدون تدخل حكومي ستشهد حالات من الانتعاش الاقتصادي لأن الشركات ستضطر للمنافسة مع بعضها على اليد العاملة كما يتنافس العمال على الشركات. إذا أوقفت الحكومات تدخلها في حماية الاحتكارات، فإن كل عامل سينال فعلا وبشكل طبيعي قيمة «إنتاجه الكامل» بدون أن ينقص من استحقاقات صاحب العمل. لكن، العامل الأقل إنتاجية سينال أقل من العامل الأكثر إنتاجية كما ستكون الملكيات الشخصية والصغيرة محمية ومصانة.
تبادلية برودون أثرت بشكل كبير على لاسلطويي أمريكا الفرديين بالأخص مع تجارب جوسيا وارين وبنيامين توكر الذي قام بترجمة أعمال برودون إلى الإنكليزية.قام برودون أيضا بالتأكيد على التشارك بين المنتجين البعض يرى التبادلية على انها تقع في موقع متوسط بين الفردية والجمعية.

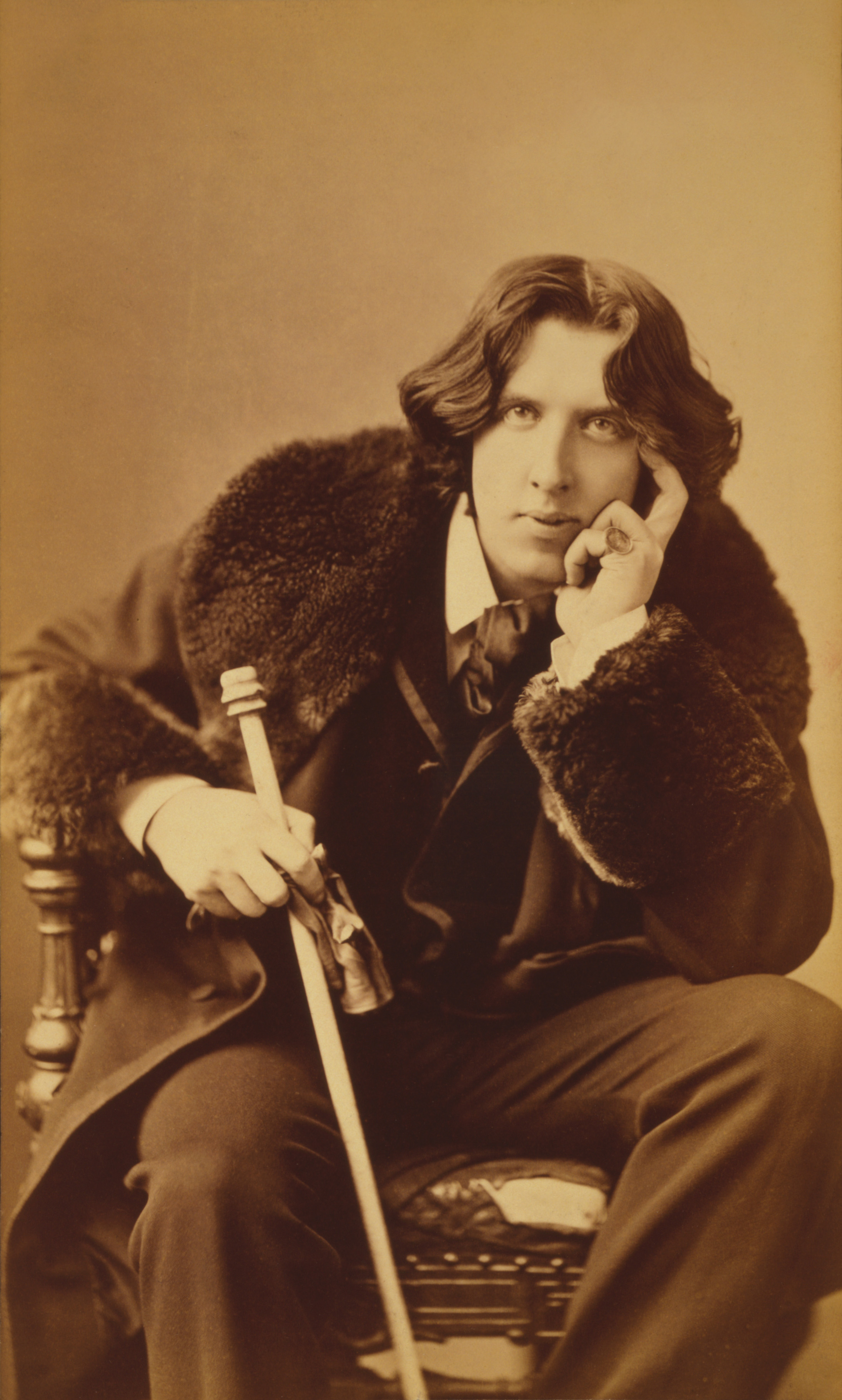
الكاتب الأناركي أوسكار وايلد

## نمط الحياة المبدع والمستقل
يعلن الكاتب اللاسلطوي والبوهيمي أوسكار وايلد في مقالته الشهيرة "روح الإنسان في ظل الاشتراكية " أن الفن هو الفردية، والفردية هي قوة مربكة ومفككة. وهنا تكمن قوتها الهائلة، حيث تسعى لزعزعة رتابة الأنماط، عبودية الأعراف، استبداد العادات، وحد الإنسان إلى مستوى الآلات. ". يقول المؤرخ اللاسلطوي جورج وودكوك " سعى وايلد في روح الإنسان في ظل الاشتراكية هو السعي للحصول على المجتمع الأكثر ملاءمة للفنان ... لوايلد الفن هو أسمى نهاية، الذي في داخله التنوير والتجديد، وعلى كل شيء أخر في المجتمع أن يكون خاضعاً له ... وايلد يمثل اللاسلطوي الذواق ". وكلمة الفردية في هذا السياق استخدمت للدلالة على شخصية ذات توجه قوي نحو الخلق الذاتي والتجريب خلافا للتقاليد والأعراف.
الكاتب الأناركي موراي بوكتشن يصف الكثيرين من اللاسلطويين الفرديين الذين "أعربوا عن معارضتهم للنماذج الشخصية الفريدة، وخصوصا في المساحات الملتهبة، السلوك العنيف، وأنماط الحياة الشاذة في الغيتوات الثقافية fin de siècle في نيويورك وباريس ولندن. لا تزال اللاسلطوية الفردية كعقيدة إلى حد كبير أسلوب حياة بوهيمية، ابرز مظاهرها المطالبة بالحريات الجنسية ('الحب الحر ")، عشق الاختراعات الفنية، السلوك، والملابس."